# Lièpvre
Lièpvre (en alsacià Laweröi) és un municipi francès, situat a la regió del Gran Est, al departament de l'Alt Rin. L'any 2008 tenia 1.747 habitants.

## Demografia
| 1962  | 1968  | 1975  | 1982  | 1990  | 1999  |
| ----- | ----- | ----- | ----- | ----- | ----- |
| 1.601 | 1.639 | 1.520 | 1.536 | 1.558 | 1.632 |

## Administració
| Període   | Identitat                      | Partit |
| --------- | ------------------------------ | ------ |
| 1977-1989 | Jean-Claude Munier             |        |
| 1989-1995 | Georges Camille Albert Coudert |        |
| 1995-2008 | Claude Ruff                    |        |
| 2008-2014 | Jacquy Mouginy                 |        |
| 2014-2020 | Pierrot Hestin                 |        |

## Agermanaments
- Sant Silvestre d'Òlt